# Recycler
Recycler (англ. существительное от глагола «to recycle»: повторно запускать, восстанавливать в обороте, производстве и т.п.) — десятый студийный альбом рок-группы ZZ Top, выпущенный в 1990 году на лейбле Warner Bros. Records.
Альбом достиг максимального уровня продаж в США и ему был присвоен платиновый
статус от RIAA за тираж более 1 000 000 экземпляров в январе 1991 года.; все синглы с альбома: Concrete and Steel, Doubleback и My Head’s in Mississippi достигли первого места в Album Rock Tracks.

## Об альбоме
После выхода альбома Afterburner, который окончательно закрепил ZZ Top в статусе звёзд мировой величины, в январе 1986 года группа отправилась в мировое турне Afterburner World Tour, которое закончилось лишь в марте 1987 года. После турне группа отправилась в двухгодичный отпуск. Во время отпуска был выпущен сборник альбомов ZZ Top под названием Six Pack: на трёх CD было записано шесть альбомов 1970-х, и все они, за исключением El Loco были ремикшированы и перезаписаны в модный тогда звук, который группа представила на альбомах Eliminator и Afterburner. В сборник не вошёл альбом Degüello.
Группа вернулась в студию лишь в 1989 году с понятным намерением выдать на-гора третью часть Eliminator и Afterburner. Но когда в конце 1989 года группа собралась в Мемфисе для записи альбома, в процесс подготовки вмешался случай: оборудование для записи опоздало на два дня. Участники группы убивали время, играя блюз и приняли участие в нескольких джем-сейшнах.
В 1991 году Гиббонс рассказал Associated Press о том, что произошло:
Мы начали играть блюз...Двумя днями позже мы забраковали всё, что мы к тому времени сделали и начали писать новый материал в более традиционном блюзовом стиле. Всего за 48 часов мы резко поменяли направление просто потому, что играть блюз было так естественно для нас   
Оригинальный текст (англ.)“We started playing the blues...Two days later, we had scrapped everything we had done up to that point and started writing all new material to do in a more traditional blues style. In just 48 hours we had dramatically changed the direction just because it was so natural for us.”

Тем не менее, группа не смогла отказаться полностью от использования синтезаторов, однако их звук на этом альбоме стал куда менее выражен, чем на предыдущих. Билли Гиббонс отметил, что ZZ Top всегда воспринималась как трио, играющее тяжёлый блюз, но группа не прогадала с использованием современных технологий записи, и наложения позволили звучать группе из трёх человек, как даже квинтету или секстету.
Использование синтезаторов более сдержанно, они всего лишь слышны в фоне и в общем, хорошо использованы, делая песни немного гламурней, но не доминируя в них.   
Оригинальный текст (англ.)The synth use is more restrained, it only pops up in the background and is generally put to good use, making the songs more glamorous but not dominating them.  

Обозреватель журнала Rolling Stone сказал, что:
Recycler - это чудо техники, но это не синтезаторная запись, как были два недавних предшественника. На самом деле, альбом создан вокруг экстраординарного разнообразия гитарных текстур, которые у Гиббонса буквально на его кончиках пальцев.      
Оригинальный текст (англ.)Recycler is a technical tour de force, but it is not a synthesizer record, as were its two most recent predecessors. The album is really constructed around the extraordinary variety of guitar textures Gibbons has literally at his fingertips. 

В целом, альбом можно назвать попыткой группы вернуться к блюзу, сохранив при этом насколько возможно, коммерческий потенциал
Устав слушать, что они ушли слишком далеко от того, с чем они начинали, но всё ещё желая удовлетворить поклонников Eliminator, Билли Гиббонс, Дасти Хилл и Фрэнк Бирд...решили смешать блюз и быстрые ритмы Eliminator. Результатом их усилий стал альбом, который может вас завести, успокоить и даже заставить смеяться  
Оригинальный текст (англ.)Tired of hearing that they had gotten too far from what got them started, but still wanting to please the "Eliminator" lovers, Billy Gibbons, Dusty Hill, and Frank Beard, decided to mix the blues and "Eliminator's" fast paced sound. The result of their efforts is an album that can pump you up, mellow you out, or even make you laugh. 

Такое половинчатое решение неоднозначно было воспринято критиками. С одной стороны, отмечалось что альбом получился скучным, «хотя и не худшим альбомом в истории группы вообще, но самым худшим на тот момент». «ZZ Top слепили этот альбом не по образцу сносящего крышу Eliminator или не сделали бодрый Afterburner-II для детишек, а вместо этого нерешительно вернулись к более серьёзному блюзовому звуку...Я имею в виду, что вне зависимости от того «за» вы или «против» Afterburner, вы не можете отрицать, что тот альбом был запоминающимся, легко отличимым. На Recycler лишь совсем немного пригодной к прослушиванию музыки...а всё остальное «легко-предсказуемые-наброски вяло-шагающего, сдвоенно-аккордного-кондово-блюзового поющего-все-слова-на-одной-ноте будущего ZZ Top»»  . Обозреватель Allmusic.com сказал, что «Это не просто следование тем путём [двух предыдущих альбомов], они этот путь забальзамировали, создав альбом, может и чуть смелее, чем предшественник, но напрочь лишённый того чувства чокнутого юмора и извращённых амбиций, что делали Afterburner таким обаятельным» . Высказывалось даже такое мнение, что «Recycler - это прослушиваемый на замедленной скорости Eliminator»
С другой стороны, были и положительные отзывы. В основном они касались отдельных треков, но и в целом некоторые обозреватели в той или иной мере одобрительно отзывались об альбоме, причём одобрительно оценивали как поклонники популярной музыки (в связи с тем, что влияние альбомов 1980-х было ещё достаточно сильным),
Большинство групп не хотели бы останавливаться на вопросе о том, что они предлагают вам вариации на тему тех же самых старых вещей, но на Recycler ZZ Top прикрепили честную этикетку. На альбоме содержится старый, но крепкий блюз, который группа понемногу свернула в их работах 1980-х, переработав его в живой поп-рок. Результат доставляет удовольствие: это наиболее чувственный, зажигательный альбом среди всех.       
Оригинальный текст (англ.)Most bands wouldn’t want to point out that they’re offering you variations on their same old thing, but on Recycler, ZZ Top makes a virtue of truth-in-packaging. The album takes old but sturdy blues licks that the band had been steadily phasing out of its ’80s act and recycles them as crisp pop-rock hooks. The result is gratifying: the group’s most low-down, souped-up album ever.   

так и блюзовые пуристы (поскольку группа всё-таки начала возвращение к традиционному блюзу)
Recycler точно не лучший релиз ZZ Top, но это шаг от того кошмарного месива, чем был Afterburner. Ну пусть, некоторые песни действительно «recycled», это тем не менее, уверенный релиз с некоторыми лучшими песнями, из тех, что группа может предложить.      
Оригинальный текст (англ.)Recycler is definitely not the best ZZ Top release, but it's a step up from the mess that was Afterburner. While some of the tracks may feel, well, recycled, it's nonetheless a consistent release with some of the best song the band has to offer. 

Один из обозревателей отозвался про альбом следующим образом: «Recycler похож на Tejas — он не отвратителен, но слушая его вам нелегко объяснить или понять, почему для этого понадобилось пять лет» 
К альбому группа выпустила три видеоклипа: My Head's in Mississippi, Burger Man и Give It Up.

## Список композиций
Все песни написаны Гиббонсом, Хиллом и Бёрдом.
- «Concrete and Steel» — 3:45
Concrete and Steel (англ. Железобетон). «Блюз/хард-рок песня» [15], «не такая уж и плохая» [11] если сравнивать с остальными на первой стороне диска.[8]. Отдельно отмечается многослойный барабанный рисунок, сделанный с помощью электронных устройств.[16] Выпущена синглом, добралась до первого места в Album Rock Chart.
- «Lovething» — 3:20
Lovething (англ. Любовная история) «Буги-рок» [15] в традиционном для группы стиле. Отмечается длинное, страстное соло Гиббонса, медленно затухающее к концу песни [9]
- «Penthouse Eyes» — 3:49
Penthouse Eyes (англ. Глаза из Penthouse). «Фанк-выпендрёж, построенный вокруг двух волшебно аранжированных гитарных соло» [17]. Относительно текста (естественно о девушке с глазами, как у моделей в Penthouse, которая сводит ими с ума исполнителя песни) подмечено, что это начинающее утомлять «клише на тему „люби меня, бэби, я блюзмен“».[18]
- «Tell It» — 4:39
Tell It (англ. Расскажи). Относительно текста высказано то же суждение, что и о предыдущей песне. Музыкально песня «звучит как трибьют Джо Уолшу времён группы James Gang» [17]
- «My Head's in Mississippi» — 4:25
My Head's in Mississippi (англ. Мои истоки в Миссисипи). Большинство критиков включают эту песню в число наиболее удавшихся на альбоме. «Наиболее близкая к небрежному буги типа La Grange со времён Degüello» [12], «бесподобный фузовый свинговый слегка нетрезвый блюз» [11] «совершенный пример современного блюзового звука» [19]. По мнению обозревателя Rolling Stone этот блюз — очевидная дань памяти Мадди Уотерсу, однако от начала и до конца представляет собой буги в духе Джо Ли Хукера, а упоминание в конце малосвязного текста ещё одного блюзмена Хаулина Вулфа, заставляет ещё больше ломать голову слушателя.[17]
- «Decision or Collision» — 3:59
Decision or Collision (англ. Решиться или тронуться умом). Также высоко оцениваемая песня: «…отборный Гиббонс, стучащий рок, написанный с одной лишь целью — быть оправой для серии адских гитарных соло; с точки зрения сочетания композиции и фразировки соло и отполированного звука песни, это лучший Гиббонс когда-либо существовавший»[17], «маленькое быстрое отвязное буги»[11], «младший брат Can’t Stop Rockin’».
- «Give It Up» — 3:24
Give it Up (англ. Отдайся). И эта песня, как и практически вся вторая сторона пластинки, отмечается обозревателями. «Ещё одна выдающаяся вещь…с ещё одним крутым классическим риффом, на этот раз в среднем темпе, на которой правда больше электронных инструментов, но они звучат неплохо» . Текст опять полон двусмысленностей, «give it up» в обычном переводе означает «отказываться»; здесь же очевидно исполнитель требует от женщины отдаться ему («give it up» в сленге может иметь и такое значение). В песне в третий раз упоминается дешёвое вино Thunderbird (до этого о нём также шла речь в одноимённой песне 1975 года и в песне Heaven, Hell or Houston 1981 года)
- «2000 Blues» — 4:37
2000 Blues (англ. 2000 блюз).  «Настроение Гиббонса становится более серьёзным на 2000 Blues, приличествующем, честном медленном блюзе. В этой песне Гиббонс исследует своё общественное положение знаменитости и пустоту однообразной поп-культуры, и это редкий момент погружения в себя автора песни, который обычно выглядит шутливым и дурачливым, и редко даёт заглянуть за маску» [9], «Удивительно годный меланхоличный блюз» [20]
- «Burger Man» — 3:18
Burger Man (англ. Бургериста). Перевод названия сделан по аналогии с бариста; человек, который готовит бургеры; от его имени и идёт речь в песне. Но, как обычно для группы, двусмысленность налицо: «Burger Man…с последовательностью английского профессора проводит в жизнь метафору „быстрый секс такой же как фаст-фуд“» [21]. Музыкально песня «построена целиком на ритме в духе Джими Хендрикса» [9]
- «Doubleback» — 3:53
Doubleback (англ. Двойное возвращение). Одна из самых известных песен группы, чему в первую очередь послужило то, что она была саундтреком фильма Назад в будущее 3, а сами музыканты снялись в эпизодической роли в этом фильме, играя инструментальную версию песни. Выпущенный сингл в течение пяти недель занимал первое место в Hot Mainstream Rock Tracks. В 1990 выдвигалась на MTV Video Music Awards в номинации «Лучшее видео из фильма». Вместе с тем, обозреватели не находят чего-то особенного в песне: «Она написана в основном в том же духе, что и Give it Up, разве что с меньшим количеством синтезаторов и иным вокалом Гиббонса» [22], «привязчивая песня, смахивающая на AC/DC» [20], «стадионный поп-рок типа Stages» [23]

## Участники записи
- Билли Гиббонс — гитара, вокал
- Дасти Хилл — бас-гитара, бэк-вокал, клавишные
- Фрэнк Бирд — ударные, перкуссия

Технический состав
- Билл Хэм — продюсер
- Терри Мэннинг — звукооператор
- Барри Е. Джэксон — художник

## Чарты

### Альбом
| Год  | Чарт          | Позиция |
| ---- | ------------- | ------- |
| 1990 | Billboard 200 | 6       |

| Хит-парад (1991)                        | Позиция |
| --------------------------------------- | ------- |
| Канада (RPM Top Albums/CDs & Cassettes) | 92      |

### Синглы
| Год  | Сингл                      | Чарт                   | Позиция |
| ---- | -------------------------- | ---------------------- | ------- |
| 1990 | «Concrete and Steel»       | Mainstream Rock Tracks | 1       |
| 1990 | «Doubleback»               | Mainstream Rock Tracks | 1       |
| 1990 | «Give It Up»               | Mainstream Rock Tracks | 2       |
| 1990 | «My Head’s in Mississippi» | Mainstream Rock Tracks | 1       |
| 1991 | «Decision or Collision»    | Mainstream Rock Tracks | 14      |
| 1991 | «Give It Up»               | The Billboard Hot 100  | 79      |